# Mesterholdenes Europa Cup 1962-63
Mesterholdenes Europa Cup 1962-63 var den ottende sæson af Europacuppen for mesterhold, en fodboldturnering for europæiske klubber. Turneringen blev vundet af A.C. Milan, der slog de forsvarende mestre S.L. Benfica i finalen på Wembley Stadium i London. Milans sejr var den første af en italiensk klub.
Albanien havde sin mester med for første gang i denne sæson.

## Overblik
|  | Første runde  | Første runde | Første runde | Første runde |   |             | Kvartfinaler | Kvartfinaler | Kvartfinaler | Kvartfinaler |  |           | Semifinaler | Semifinaler | Semifinaler | Semifinaler |       |   | Finale | Finale |
|  |               |              |              |              |   |             |              |              |              |              |  |           |             |             |             |             |       |   |        |        |
|  | Milan         | 3            | 1            | 4            |   |             |              |              |              |              |  |           |             |             |             |             |       |   |        |        |
|  | Ipswich Town  | 0            | 2            | 2            |   |             |              |              |              |              |  |           |             |             |             |             |       |   |        |        |
|  | Ipswich Town  | 0            | 2            | 2            |   | Galatasaray | 1            | 0            | 1            |              |  |           |             |             |             |             |       |   |        |        |
|  |               |              |              |              |   | Galatasaray | 1            | 0            | 1            |              |  |           |             |             |             |             |       |   |        |        |
|  |               | Milan        | 3            | 5            | 8 |             |              |              |              |              |  |           |             |             |             |             |       |   |        |        |
|  | Galatasaray   | Milan        | 3            | 5            | 8 | 4           | 0            | 4            |              |              |  |           |             |             |             |             |       |   |        |        |
|  | Galatasaray   |              |              |              |   | 4           | 0            | 4            |              |              |  |           |             |             |             |             |       |   |        |        |
|  | Polonia Bytom | 1            | 1            | 2            |   |             |              |              |              |              |  |           |             |             |             |             |       |   |        |        |
|  | Polonia Bytom | 1            | 1            | 2            |   |             |              |              |              |              |  | Milan     | 5           | 0           | 5           |             |       |   |        |        |
|  |               |              |              |              |   |             |              |              |              |              |  | Milan     | 5           | 0           | 5           |             |       |   |        |        |
|  |               | Dundee       | 1            | 1            | 2 |             |              |              |              |              |  |           |             |             |             |             |       |   |        |        |
|  | CSKA Red Flag | Dundee       | 1            | 1            | 2 | 2           | 0            | 2            |              |              |  |           |             |             |             |             |       |   |        |        |
|  | CSKA Red Flag |              |              |              |   | 2           | 0            | 2            |              |              |  |           |             |             |             |             |       |   |        |        |
|  | Anderlecht    | 2            | 2            | 4            |   |             |              |              |              |              |  |           |             |             |             |             |       |   |        |        |
|  | Anderlecht    | 2            | 2            | 4            |   | Anderlecht  | 1            | 1            | 2            |              |  |           |             |             |             |             |       |   |        |        |
|  |               |              |              |              |   | Anderlecht  | 1            | 1            | 2            |              |  |           |             |             |             |             |       |   |        |        |
|  |               | Dundee       | 4            | 2            | 6 |             |              |              |              |              |  |           |             |             |             |             |       |   |        |        |
|  | Sporting CP   | Dundee       | 4            | 2            | 6 | 1           | 1            | 2            |              |              |  |           |             |             |             |             |       |   |        |        |
|  | Sporting CP   |              |              |              |   | 1           | 1            | 2            |              |              |  |           |             |             |             |             |       |   |        |        |
|  | Dundee        | 0            | 4            | 4            |   |             |              |              |              |              |  |           |             |             |             |             |       |   |        |        |
|  | Dundee        | 0            | 4            | 4            |   |             |              |              |              |              |  |           |             |             |             |             | Milan | 2 |        |        |
|  |               |              |              |              |   |             |              |              |              |              |  |           |             |             |             |             |       | 2 |        |        |
|  |               | Benfica      | 1            |              |   |             |              |              |              |              |  |           |             |             |             |             |       |   |        |        |
|  | Feyenoord     | Benfica      | 1            | 1            | 2 | 3           |              |              |              |              |  |           |             |             |             |             |       |   |        |        |
|  | Feyenoord     |              |              | 1            | 2 | 3           |              |              |              |              |  |           |             |             |             |             |       |   |        |        |
|  | Vasas         | 1            | 2            | 3            |   |             |              |              |              |              |  |           |             |             |             |             |       |   |        |        |
|  | Vasas         | 1            | 2            | 3            |   | Stade Reims | 0            | 1            | 1            |              |  |           |             |             |             |             |       |   |        |        |
|  |               |              |              |              |   | Stade Reims | 0            | 1            | 1            |              |  |           |             |             |             |             |       |   |        |        |
|  |               | Feyenoord    | 1            | 1            | 2 |             |              |              |              |              |  |           |             |             |             |             |       |   |        |        |
|  | Austria Wien  | Feyenoord    | 1            | 1            | 2 | 3           | 0            | 3            |              |              |  |           |             |             |             |             |       |   |        |        |
|  | Austria Wien  |              |              |              |   | 3           | 0            | 3            |              |              |  |           |             |             |             |             |       |   |        |        |
|  | Stade Reims   | 2            | 5            | 7            |   |             |              |              |              |              |  |           |             |             |             |             |       |   |        |        |
|  | Stade Reims   | 2            | 5            | 7            |   |             |              |              |              |              |  | Feyenoord | 0           | 1           | 1           |             |       |   |        |        |
|  |               |              |              |              |   |             |              |              |              |              |  | Feyenoord | 0           | 1           | 1           |             |       |   |        |        |
|  |               | Benfica      | 0            | 3            | 3 |             |              |              |              |              |  |           |             |             |             |             |       |   |        |        |
|  | Esbjerg       | Benfica      | 0            | 3            | 3 | 0           | 0            | 0            |              |              |  |           |             |             |             |             |       |   |        |        |
|  | Esbjerg       |              |              |              |   | 0           | 0            | 0            |              |              |  |           |             |             |             |             |       |   |        |        |
|  | Dukla Prag    | 0            | 5            | 5            |   |             |              |              |              |              |  |           |             |             |             |             |       |   |        |        |
|  | Dukla Prag    | 0            | 5            | 5            |   | Benfica     | 2            | 0            | 2            |              |  |           |             |             |             |             |       |   |        |        |
|  |               |              |              |              |   | Benfica     | 2            | 0            | 2            |              |  |           |             |             |             |             |       |   |        |        |
|  |               | Dukla Prag   | 1            | 0            | 1 |             |              |              |              |              |  |           |             |             |             |             |       |   |        |        |
|  | Norrköping    | Dukla Prag   | 1            | 0            | 1 | 1           | 1            | 2            |              |              |  |           |             |             |             |             |       |   |        |        |
|  | Norrköping    |              |              |              |   | 1           | 1            | 2            |              |              |  |           |             |             |             |             |       |   |        |        |
|  | S.L. Benfica  | 1            | 5            | 6            |   |             |              |              |              |              |  |           |             |             |             |             |       |   |        |        |

## Indledende runde
| Hold 1           | Samlet | Hold 2           | 1. kamp | 2. kamp |
| ---------------- | ------ | ---------------- | ------- | ------- |
| Milan            | 14–0   | Union Luxembourg | 8–0     | 6–0     |
| Floriana         | 1–14   | Ipswich Town     | 1–4     | 0–10    |
| Dinamo Bucureşti | 1–4    | Galatasaray      | 1–1     | 0–3     |
| Polonia Bytom    | 6–2    | Panathinaikos    | 2–1     | 4–1     |
| CSKA Red Flag    | 6–2    | Partizan         | 2–1     | 4–1     |
| Real Madrid      | 3–4    | Anderlecht       | 3–3     | 0–1     |
| Shelbourne       | 1–7    | Sporting         | 0–2     | 1–5     |
| Dundee           | 8–5    | Köln             | 8–1     | 0–4     |
| Servette         | 4–4    | Feyenoord        | 1–3     | 3–1     |
| Fredrikstad      | 1–11   | Vasas            | 1–4     | 0–7     |
| Austria Wien     | 7–3    | HIFK             | 5–3     | 2–0     |
| Vorwärts Berlin  | 0–4    | Dukla Prag       | 0–3     | 0–1     |
| Linfield         | 1–2    | Esbjerg          | 1–2     | 0–0     |
| Norrköping       | 3–1    | Partizani        | 2–0     | 1–1     |

### Første kamp
| 12. september 1962 |

| Milan                                                           | 8–0     | Union Luxembourg |
| --------------------------------------------------------------- | ------- | ---------------- |
| Altafini 8', 11', 28', 44', 67' · Rivera 34' · Germano 43', 73' | Rapport |                  |

| San Siro, Milano Tilskuere: 25.824 Dommer: Joseph Heymann (Schweiz) |

| 18. september 1962 |

| Floriana | 1–4     | Ipswich Town                           |
| -------- | ------- | -------------------------------------- |
| Borg 87' | Rapport | Crawford 7', 48' · Phillips 30', 81' · |

| Empire Stadium, Gżira Tilskuere: 15.784 Dommer: Bruno de Marchi (Italien) |

| 9. september 1962 |

| Dinamo Bucureşti    | 1–1     | Galatasaray |
| ------------------- | ------- | ----------- |
| Pârcălab 72' (str.) | Rapport | Oktay 53' · |

| 23. august Stadium, Bukarest Tilskuere: 30.000 Dommer: Georgi Hristov (Bulgarien) |

| 12. september 1962 |

| Polonia Bytom              | 2–1     | Panathinaikos   |
| -------------------------- | ------- | --------------- |
| Pogrzeba 28' · Jóźwiak 70' | Rapport | Theofanis 29' · |

| Silesian Stadion, Chorzów Tilskuere: 20.000 Dommer: Jozef Rajcani (Tjekkoslovakiet) |

| 19. september 1962 |

| CSKA Red Flag          | 2–1     | Partizan               |
| ---------------------- | ------- | ---------------------- |
| Rankov 14' · Kolev 19' | Rapport | Kovačević 35' (str.) · |

| Vasil Levski National Stadion, Sofia Tilskuere: 21.421 Dommer: Alfred Haberfellner (Østrig) |

| 5. september 1962 |

| Real Madrid                           | 3–3     | Anderlecht                                    |
| ------------------------------------- | ------- | --------------------------------------------- |
| Zoco 14' · Gento 30' · Di Stéfano 48' | Rapport | Van Himst 37' · Janssens 42' · Stockman 80' · |

| Santiago Bernabéu Stadium, Madrid Tilskuere: 90.000 Dommer: Pierre Schwinte (Frankrig) |

| 19. september 1962 |

| Shelbourne | 0–2     | Sporting SP            |
| ---------- | ------- | ---------------------- |
|            | Rapport | Morais 35' · Géo 80' · |

| Dalymount Park, Dublin Tilskuere: 20.381 Dommer: Pieter Paulus Roomer (Holland) |

| 5. september 1962 |

| Dundee                                                                         | 8–1     | Köln           |
| ------------------------------------------------------------------------------ | ------- | -------------- |
| Penman 8', 49' · Seith 11' · Robertson 12' · Gilzean 26', 63', 66' · Smith 45' | Rapport | Benthaus 72' · |

| Dens Park, Dundee Tilskuere: 23.821 Dommer: Carl Jørgensen (Danmark) |

| 12. september 1962 |

| Servette      | 1–3     | Feyenoord                         |
| ------------- | ------- | --------------------------------- |
| Mekhloufi 33' | Rapport | Kruiver 44', 49' · Bennaars 71' · |

| Stade des Charmilles, Genève Tilskuere: 18,133 Dommer: Gérard Versyp (Belgien) |

| 5. september 1962 |

| Fredrikstad | 1–4     | Vasas                            |
| ----------- | ------- | -------------------------------- |
| Aas 11'     | Rapport | Pál 59', 77', 78' · Kékesi 89' · |

| Fredrikstad Stadion, Fredrikstad Tilskuere: 6.024 Dommer: Bengt Lundell (Sverige) |

| 5. september 1962 |

| Austria Wien                                         | 5–3     | HIFK                                         |
| ---------------------------------------------------- | ------- | -------------------------------------------- |
| Hirnschrodt 16' · Nemec 40', 86', 88' · Schleger 55' | Rapport | Ekman 6' · Wiik 30' · Kankkonen 83' (str.) · |

| Praterstadion, Wien Tilskuere: 31.395 Dommer: Konstantin Zečević (Jugoslavien) |

| 26. september 1962 |

| Vorwärts Berlin | 0–3     | Dukla Prag             |
| --------------- | ------- | ---------------------- |
|                 | Rapport | Adamec 45', 49', 70' · |

| Friedrich-Ludwig-Jahn-Sportpark, Berlin Tilskuere: 19.800 Dommer: Marian Koczner (Polen) |

| 5. september 1962 |

| Linfield   | 1–2     | Esbjerg                            |
| ---------- | ------- | ---------------------------------- |
| Dickson 7' | Rapport | Christiansen 28' · Bertelsen 42' · |

| Windsor Park, Belfast Tilskuere: 15.674 Dommer: James Ross Barclay (Skotland) |

| 26. august 1962 |

| Norrköping              | 2–0     | Partizani |
| ----------------------- | ------- | --------- |
| Bild 55' · Rosander 74' | Rapport |           |

| Idrottsparken, Norrköping Tilskuere: 12.271 Dommer: Leif Gulliksen (Norge) |

### Returkamp
| 19. september 1962 |

| Union Luxembourg | 0–6     | Milan                                                      |
| ---------------- | ------- | ---------------------------------------------------------- |
|                  | Rapport | Rossano 7', 39' · Altafini 34', 42', 90' · Pivatelli 57' · |

| Municipal Stadium, Luxembourg Tilskuere: 4.300 Dommer: Anton Bucheli (Schweiz) |

Milan vandt 14–0 samlet.
| 25. september 1962 |

| Ipswich Town                                                                                | 10–0    | Floriana |
| ------------------------------------------------------------------------------------------- | ------- | -------- |
| Moran 8', 52' · Phillips 14', 34' (str.) · Crawford 28', 39', 44', 60', 80' · Elsworthy 54' | Rapport |          |

| Portman Road, Ipswich Tilskuere: 25.287 Dommer: Andries van Leeuwen (Holland) |

Ipswich vandt 14–1 samlet.
| 16. september 1962 |

| Galatasaray                               | 3–0     | Dinamo Bucureşti |
| ----------------------------------------- | ------- | ---------------- |
| Oktay 13' (str.) · Köken 52' · Kutver 77' | Rapport |                  |

| Mithat Paşa Stadyumu, Istanbul Tilskuere: 17.466 Dommer: Atanas Kiryakov (Bulgarien) |

Galatasaray vandt 4–1 samlet.
| 19. september 1962 |

| Panathinaikos | 1–4     | Polonia Bytom                                  |
| ------------- | ------- | ---------------------------------------------- |
| Panakis 38'   | Rapport | Liberda 25' · Kempny 44', 47' · Pogrzeba 70' · |

| Apostolos Nikolaidis Stadion, Athen Tilskuere: 23.245 Dommer: Joseph Cassar-Naudi (Malta) |

Polonia Bytom vandt 6–2 samlet.
| 3. oktober 1962 |

| Partizan  | 1–4     | CSKA Red Flag                                                    |
| --------- | ------- | ---------------------------------------------------------------- |
| Galić 70' | Rapport | Tsanev 23' · Yakimov 48' · Kovachev 80' (str.) · Panayotov 90' · |

| JNA Stadium, Beograd Tilskuere: 26.890 Dommer: Fritz Seipelt (Østrig) |

CDNA vandt 6–2 samlet.
| 26. september 1962 |

| Anderlecht | 1–0     | Real Madrid |
| ---------- | ------- | ----------- |
| Jurion 85' | Rapport |             |

| Heysel Stadion, Bruxelles Tilskuere: 64.694 Dommer: Marcel Bois (Frankrig) |

Anderlecht vandt 4–3 samlet.
| 26. september 1962 |

| Sporting CP                                                          | 5–1     | Shelbourne     |
| -------------------------------------------------------------------- | ------- | -------------- |
| Lúcio 5' (str.) · Mascarenhas 8', 70' · José Carlos 48' · Morais 62' | Rapport | Hennessy 88' · |

| José Alvalade Stadion, Lissabon Tilskuere: 30.000 Dommer: Vicente Caballero (Spanien) |

Sporting CP vandt 7–1 samlet.
| 26. september 1962 |

| Köln                                            | 4–0     | Dundee |
| ----------------------------------------------- | ------- | ------ |
| Habig 8' (str.) · Müller 40', 58' · Schäfer 47' | Rapport |        |

| Müngersdorfer Stadion, Køln Tilskuere: 37.998 Dommer: Aage Poulsen (Danmark) |

Dundee vandt 8–5 samlet.
| 19. september 1962 |

| Feyenoord         | 1–3     | Servette                          |
| ----------------- | ------- | --------------------------------- |
| Kerkum 89' (str.) | Rapport | Mekhloufi 26', 52' · Bosson 36' · |

| De Kuip, Rotterdam Tilskuere: 30.064 Dommer: Marcel Raeymaekers () |

Servette 4–4 Feyenoord samlet.
| 17. oktober 1962 |

| Feyenoord                                        | 3 – 1 (a.e.t.) | Servette     |
| ------------------------------------------------ | -------------- | ------------ |
| Kruiver 54' · Bouwmeester 91' · Van der Gijp 98' | Rapport        | Németh 33' · |

| Rheinstadion, Düsseldorf Tilskuere: 9.737 Dommer: Johannes Malka (Vesttyskland) |

Feyenoord vandt 3–1 in play-off match.
| 19. september 1962 |

| Vasas                                                    | 7–0     | Fredrikstad |
| -------------------------------------------------------- | ------- | ----------- |
| L. Pál 11', 13' · Farkas 20', 22', 65' · T. Pál 44', 53' | Rapport |             |

| Népstadion, Budapest Tilskuere: 6.648 Dommer: Aleksandar Skorić (Jugoslavien) |

Vasas vandt 11–1 samlet.
| 26. september 1962 |

| HIFK | 0–2     | Austria Wien             |
| ---- | ------- | ------------------------ |
|      | Rapport | Nemec 62' · Jacaré 80' · |

| Helsinki Olympiske Stadion, Helsinki Tilskuere: 2.634 Dommer: Kurt Lindberg (Sverige) |

Austria Wien vandt 7–3 samlet.
| 3. oktober 1962 |

| Dukla Prag | 1–0     | Vorwärts Berlin |
| ---------- | ------- | --------------- |
| Adamec 30' | Rapport |                 |

| Stadion Juliska, Prag Tilskuere: 6.820 Dommer: Włodzimierz Storoniak (Polen) |

Dukla Prag vandt 4–0 samlet.
| 19. september 1962 |

| Esbjerg | 0–0     | Linfield |
| ------- | ------- | -------- |
|         | Rapport |          |

| Esbjerg Stadion, Esbjerg Tilskuere: 13.248 Dommer: Alistair MacKenzie (Skotland) |

Esbjerg vandt 2–1 samlet.
| 12. september 1962 |

| Partizani | 1–1     | Norrköping    |
| --------- | ------- | ------------- |
| Kraja 50' | Rapport | Kindvall 9' · |

| Qemal Stafa Stadium, Tirana Tilskuere: 18.000 Dommer: Václav Korelus (Tjekkoslovakiet) |

Norrköping vandt 3–1 samlet.

## Første runde
| Hold 1        | Samlet | Hold 2        | 1. kamp | 2. kamp |
| ------------- | ------ | ------------- | ------- | ------- |
| Milan         | 4–2    | Ipswich Town  | 3–0     | 1–2     |
| Galatasaray   | 4–2    | Polonia Bytom | 4–1     | 0–1     |
| CSKA Red Flag | 2–4    | Anderlecht    | 2–2     | 0–2     |
| Sporting CP   | 2–4    | Dundee        | 1–0     | 1–4     |
| Feyenoord     | 3–3    | Vasas         | 1–1     | 2–2     |
| Austria Wien  | 3–7    | Stade Reims   | 3–2     | 0–5     |
| Esbjerg       | 0–5    | Dukla Prag    | 0–0     | 0–5     |
| Norrköping    | 2–6    | Benfica       | 1–1     | 1–5     |

### Første kamp
| 19. november 1962 |

| Milan                      | 3–0     | Ipswich Town |
| -------------------------- | ------- | ------------ |
| Barison 8', 13' · Sani 64' | Rapport |              |

| San Siro, Milano Tilskuere: 7.607 Dommer: Gottfried Dienst (Schweiz) |

| 7. november 1962 |

| Galatasaray                            | 4–1     | Polonia Bytom  |
| -------------------------------------- | ------- | -------------- |
| Oktay 19', 29' (str.), 57' · Mamat 50' | Rapport | Pogrzeba 43' · |

| Mithat Paşa Stadyumu, Istanbul Tilskuere: 23.274 Dommer: Vasile Dumitrescu () |

| 24. oktober 1962 |

| CSKA Red Flag           | 2–2     | Anderlecht        |
| ----------------------- | ------- | ----------------- |
| Kolev 57' · Yakimov 85' | Rapport | Jurion 62', 76' · |

| Vasil Levski National Stadion, Sofia Tilskuere: 22.230 Dommer: Concetto Lo Bello (Italien) |

| 24. oktober 1962 |

| Sporting CP | 1–0     | Dundee |
| ----------- | ------- | ------ |
| Géo 90'     | Rapport |        |

| José Alvalade Stadion, Lissabon Tilskuere: 45.000 Dommer: Henri Faucheux (Frankrig) |

| 14. november 1962 |

| Feyenoord        | 1–1     | Vasas     |
| ---------------- | ------- | --------- |
| Van der Gijp 23' | Rapport | Pál 38' · |

| De Kuip, Rotterdam Tilskuere: 53.700 Dommer: Ken Dagnall (England) |

| 18. oktober 1962 |

| Austria Wien                                    | 3–2     | Stade Reims               |
| ----------------------------------------------- | ------- | ------------------------- |
| Jacaré 12' · Hirnschrodt 25' · Fiala 58' (str.) | Rapport | Sauvage 15' (str.), 82' · |

| Praterstadion, Wien Tilskuere: 41.783 Dommer: Gyula Gere (Ungarn) |

| 7. november 1962 |

| Esbjerg | 0–0     | Dukla Prag |
| ------- | ------- | ---------- |
|         | Rapport |            |

| Vejle Stadion, Vejle Tilskuere: 14.620 Dommer: Pieter Paulus Roomer (Holland) |

| 31. oktober 1962 |

| Norrköping   | 1–1     | Benfica       |
| ------------ | ------- | ------------- |
| Björklund 8' | Rapport | Eusébio 31' · |

| Idrottsparken, Norrköping Tilskuere: 24.205 Dommer: Gerhard Schulenburg (Vesttyskland) |

### Returkamp
| 28. november 1962 |

| Ipswich Town                 | 2–1     | Milan         |
| ---------------------------- | ------- | ------------- |
| Crawford 79' · Blackwood 85' | Rapport | Barison 62' · |

| Portman Road, Ipswich Tilskuere: 37.000 Dommer: Arthur Blavier (Belgien) |

Milan vandt 4–2 samlet.
| 18. november 1962 |

| Polonia Bytom | 1–0     | Galatasaray |
| ------------- | ------- | ----------- |
| Jóźwiak 20'   | Rapport |             |

| Silesian Stadium, Chorzów Tilskuere: 8.462 Dommer: Helmut Köhler (Vesttyskland) |

Galatasaray vandt 4–2 samlet.
| 14. november 1962 |

| Anderlecht                     | 2–0     | CSKA Red Flag |
| ------------------------------ | ------- | ------------- |
| Lippens 40' (str.), 51' (str.) | Rapport |               |

| Heysel Stadion, Bruxelles Tilskuere: 56.702 Dommer: Tage Sørensen (Danmark) |

Anderlecht vandt 4–2 samlet.
| 31. oktober 1962 |

| Dundee                             | 4–1     | Sporting CP      |
| ---------------------------------- | ------- | ---------------- |
| Gilzean 21', 37', 53' · Cousin 62' | Rapport | Figueiredo 66' · |

| Dens Park, Dundee Tilskuere: 30.596 Dommer: Erling Rolf Olsen (Norge) |

Dundee vandt 4–2 samlet.
| 18. november 1962 |

| Vasas                  | 2–2     | Feyenoord                  |
| ---------------------- | ------- | -------------------------- |
| Machos 36', 87' (str.) | Rapport | Kruiver 44' · Kerkum 60' · |

| Népstadion, Budapest Tilskuere: 5.041 Dommer: Giulio Campanati (Italien) |

Feyenoord 3–3 Vasas samlet.
| 12. december 1962 |

| Feyenoord    | 1–0     | Vasas |
| ------------ | ------- | ----- |
| Bennaars 54' | Rapport |       |

| Bosuil Stadion, Antwerp Tilskuere: 44.617 Dommer: Lucien Van Nuffel (Belgien) |

Feyenoord vandt 1–0 in play-off match.
| 14. november 1962 |

| Stade Reims                                           | 5–0     | Austria Wien |
| ----------------------------------------------------- | ------- | ------------ |
| Kopa 12', 68' · Siatka 17' · Dubaële 36' · Akesbi 80' | Rapport |              |

| Parc des Princes, Paris Tilskuere: 36.794 Dommer: Félix Birigay Nieva (Spanien) |

Stade Reims vandt 7–3 samlet.
| 14. november 1962 |

| Dukla Prag                                                            | 5–0     | Esbjerg |
| --------------------------------------------------------------------- | ------- | ------- |
| Hansen 15' (sm.) · Vacenovský 50', 68' · Masopust 57' · Brumovský 80' | Rapport |         |

| Stadion Juliska, Prag Tilskuere: 8.622 Dommer: Josef Stoll (Østrig) |

Dukla Prag vandt 5–0 samlet.
| 22. november 1962 |

| Benfica                                       | 5–1     | Norrköping      |
| --------------------------------------------- | ------- | --------------- |
| Águas 1' · Eusébio 16', 35', 85' · Coluna 21' | Rapport | Björklund 62' · |

| Estádio da Luz, Lissabon Tilskuere: 50.000 Dommer: Jean Tricot (Frankrig) |

Benfica vandt 6–2 samlet.

## Kvartfinaler
| Hold 1      | Samlet | Hold 2     | 1. kamp | 2. kamp |
| ----------- | ------ | ---------- | ------- | ------- |
| Galatasaray | 1–8    | Milan      | 1–3     | 0–5     |
| Anderlecht  | 2–6    | Dundee     | 1–4     | 1–2     |
| Stade Reims | 1–2    | Feyenoord  | 0–1     | 1–1     |
| Benfica     | 2–1    | Dukla Prag | 2–1     | 0–0     |

### Første kamp
| 23. januar 1963 |

| Galatasaray | 1–3     | Milan                                          |
| ----------- | ------- | ---------------------------------------------- |
| Köken 4'    | Rapport | Mora 34' (str.) · Barison 39' · Altafini 76' · |

| Mithat Paşa Stadyumu, Istanbul Tilskuere: 20.952 Dommer: Fritz Seipelt (Østrig) |

| 6. marts 1963 |

| Anderlecht         | 1–4     | Dundee                                      |
| ------------------ | ------- | ------------------------------------------- |
| Lippens 36' (str.) | Rapport | Gilzean 1', 18' · Cousin 46' · Penman 71' · |

| Heysel Stadium, Bruxelles Tilskuere: 64.703 Dommer: Daniel Mellet (Schweiz) |

| 6. februar 1963 |

| Stade Reims | 0–1     | Feyenoord         |
| ----------- | ------- | ----------------- |
|             | Rapport | Kreijermaat 27' · |

| Parc des Princes, Paris Tilskuere: 30.733 Dommer: Kurt Waldemar Tschenscher (Vesttyskland) |

| 6. marts 1963 |

| Benfica         | 2–1     | Dukla Prag       |
| --------------- | ------- | ---------------- |
| Coluna 54', 85' | Rapport | Vacenovský 63' · |

| Estádio da Luz, Lissabon Tilskuere: 60.603 Dommer: Ken Aston (England) |

### Returkamp
| 13. marts 1963 |

| Milan                                       | 5–0     | Galatasaray |
| ------------------------------------------- | ------- | ----------- |
| Pivatelli 11', 42' · Altafini 50', 66', 69' | Rapport |             |

| San Siro, Milano Tilskuere: 22.882 Dommer: Josef Stoll (Østrig) |

Milan vandt 8–1 samlet.
| 13. marts 1963 |

| Dundee                 | 2–1     | Anderlecht     |
| ---------------------- | ------- | -------------- |
| Cousin 79' · Smith 82' | Rapport | Stockman 29' · |

| Dens Park, Dundee Tilskuere: 38.232 Dommer: Gottfried Dienst (Schweiz) |

Dundee vandt 6–2 samlet.
| 13. marts 1963 |

| Feyenoord   | 1–1     | Stade Reims  |
| ----------- | ------- | ------------ |
| Kruiver 40' | Rapport | Akesbi 41' · |

| De Kuip, Rotterdam Tilskuere: 52.565 Dommer: Gerhard Schulenburg (Tyskland) |

Feyenoord vandt 2–1 samlet.
| 13. marts 1963 |

| Dukla Prag | 0–0     | Benfica |
| ---------- | ------- | ------- |
|            | Rapport |         |

| Strahov-stadion, Prag Tilskuere: 43.989 Dommer: Arthur Holland (England) |

Benfica vandt 2–1 samlet.

## Semifinaler
| Hold 1    | Samlet | Hold 2  | 1. kamp | 2. kamp |
| --------- | ------ | ------- | ------- | ------- |
| Milan     | 5–2    | Dundee  | 5–1     | 0–1     |
| Feyenoord | 1–3    | Benfica | 0–0     | 1–3     |

### Første kamp
| 24. april 1963 |

| Milan                                      | 5–1     | Dundee       |
| ------------------------------------------ | ------- | ------------ |
| Sani 3' · Barison 47', 76' · Mora 51', 82' | Rapport | Cousin 23' · |

| San Siro, Milano Tilskuere: 73.933 Dommer: Vicente Caballero (Spanien) |

| 10. april 1963 |

| Feyenoord | 0–0     | Benfica |
| --------- | ------- | ------- |
|           | Rapport |         |

| De Kuip, Rotterdam Tilskuere: 51.826 Dommer: Josef Kandlbinder (Østrig) |

### Returkamp
| 1. maj 1963 |

| Dundee      | 1–0     | Milan |
| ----------- | ------- | ----- |
| Gilzean 81' | Rapport |       |

| Dens Park, Dundee Tilskuere: 35.169 Dommer: Lucien Van Nuffel (Belgien) |

Milan vandt 5–2 samlet.
| 8. maj 1963 |

| Benfica                                 | 3–1     | Feyenoord         |
| --------------------------------------- | ------- | ----------------- |
| Eusébio 18' · Augusto 43' · Santana 63' | Rapport | Bouwmeester 81' · |

| Estádio da Luz, Lissabon Tilskuere: 74.908 Dommer: Joseph Barbéran (France) |

Benfica vandt 3–1 samlet.

## Finale
| 22. maj 1963 |

| Milan             | 2–1                 | Benfica       |
| ----------------- | ------------------- | ------------- |
| Altafini 58', 66' | Rapport MatchCentre | Eusébio 18' · |

| Wembley Stadium, London Tilskuere: 45.700 Dommer: Arthur Holland (England) |

## Topscorere
6 mål
- José Altafini ( Milan)
- Eusébio ( Benfica)
- Paolo Barison ( Milan)